# Karelština
Karelština (karjalan kieli) patří k baltofinským jazykům ugrofinské větve uralských jazyků. Velice se podobá finštině, někteří finští lingvisté ji považují přímo za dialekt finštiny. Karelštinou hovoří lidé v Karelské republice v Rusku a ve východním Finsku. Počet lidí užívající tento jazyk se pohybuje okolo 35 600, z toho 25 600 mluvčích je v Rusku (podle sčítání lidu v roce 2010). Počet mluvčích se zmenšuje, podle prvního sčítání lidu v roce 1835 jich bylo 171 000 jen v Rusku. Ve Finsku jsou mluvčími karelštiny zejména starší lidé. V minulosti se psalo cyrilicí, ale nyní karelština užívá jako písmo latinku.

## Klasifikace
Karelština patří mezi baltsko-finské jazyky ugrofinské větve uralských jazyků. Nejblíže si je z lingvistického hlediska s finštinou. Karelština by se neměla plést s finskými „karelskými“ dialekty, kterými se mluví ve východním Finsku (a před druhou světovou válkou ve městě Vyborgu).

## Geografie

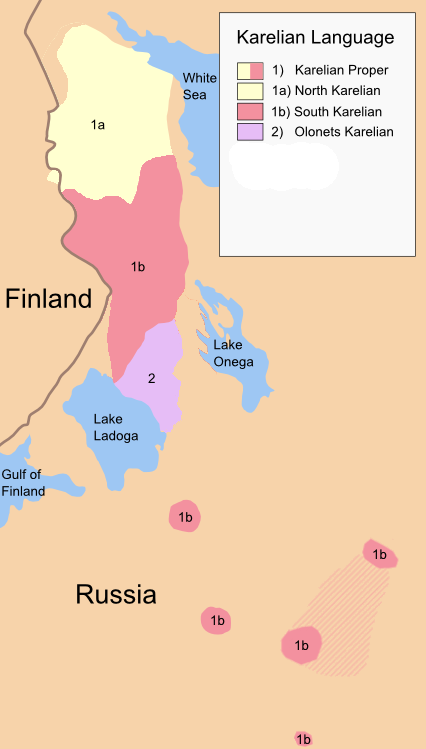
Mapa dialektů karelštiny před 2. sv. válkou, hranice Finska jsou zde současné

Karelštinou, resp. jejími dialekty se mluví zejména v Karelské republice a v Tverské oblasti (severozápadně od Moskvy) v Rusku a ve východním Finsku. Díky migrační vlně po druhé světové válce bychom dnes našli karelské mluvčí roztroušené po celém Finsku. V Karelské republice má karelština statut minoritního jazyka. Od 90. let 20. století bylo několik pokusů alespoň legislativně zrovnoprávnit karelštinu s ruštinou po vzoru jiných ugrofinských republik Ruské federace, totiž přiznat jí v Karelské republice status úředního jazyka, dosud se to nepodařilo. V Tverské oblasti mají Karelové kulturní autonomii, tudíž mohou svůj jazyk používat ve školství a médiích.

## Karelská abeceda
A a (aa) B b (bee) Č č (čee) D d (dee) DŽ dž (džee) E e (ee) F f (ef) G g (gee) H h (hoo) I i (ii) J j (jii) K k (koo)
L l (el) M m (em) N n (en) O o (oo) P p (pee) R r (er) S s (es) Š š (šee) Z z (zee) Ž ž (žee) T t (tee)
U u (uu)  V v (vee) Y y (yy) Ä ä (ää) Ö ö (öö)
Karelská abeceda je psána latinkou, má 28 znaků, z toho 19 konsonantů, 8 vokálů. V minulosti se zde často používala cyrilice, někde až do 19. století. Karelská abeceda založená v latince vznikla oficiálně se založením Sovětského svazu. Zajímavostí oproti české abecedě je pořadí znaků, kdy písmena Z, Ž následují hned po S, Š. Stejné to je i u estonštiny.

## Hlásky

### Vokály
Pokud nezohledňujeme délku, karelština má 8 vokálů. Jsou to a, e, i o, u, y, ä, ö. Vokály ä, ö, y, e i patří mezi přední vokály, a, o, u mezi zadní.
V karelštině platí vokalická harmonie, což znamená, že v jednom slově se mohou vyskytnout buď pouze vokály a, o, u, nebo pouze vokály ä, ö, y. Vokály e, i se pojí s oběma skupinami. Příklad: kävelöy, viuhkata.
Stejně jako finština, karelština značí délku vokálu jeho zdvojením v písemné podobě, jediným rozdílem je, že karelština prodlužuje pouze vokály ii, uu, yy. Vokály a, ä, o, ö, e se neprodlužují. Dlouhé vokály je nutno rozlišit i v mluvené řeči, je to esenciální pro význam slova (hiivuo – hivuo, tuuli – tuli, kyzyy – kyzy). České dlouhé měkké í by se tedy v karelštině zapsalo jako ii. Příklady karelských slov s dlouhým vokálem: suuri, tuučču, kuuzi, kuuluu, tyynii, kyynäl, sygyzyy.
Karelština má dvacet jeden diftong (zejména severní karelština a livvština) a triftongy. Diftongy a příklad použití: ua (andua, ruadua), yä (tömsyttyä), uo (vuozi, kaččuo), yö (pyörie, nälgävyö), ie (tie, mies, eččie), iä (iäni, miäččy), ai (kaivo, vaihtai), äi (äijy, mäit), oi (koiru, heboine), öi (igävöijä, söi), ui (uinota, ruis), yi (kylyine, sygyzyine), ei (eineh, veičči), au (aunu, algau), äy (käytös, kyndäy), ou (ounas, kaččou), öy (löyly, kävelöy), eu (leugu, reunu), ey (keyhy, leyhkiä), iu (čiučoi, oppiu), iy (liygiläine, eččiy).
Triftongy a příklad použití: uau (katkuau), iäy (lykkiäy), uou (juou), yöy (mädžyöy), ieu (katkieu), iey (rebiey).

### Konsonanty
Karelština má 19 souhlásek. Když za konsonantem následuje přední vokál (ä, ö, y, e, i), je pak konsonant změkčený. Zadní vokály (a, o, u) tuto funkci nemají. Změkčení (palatalizace) se případně značí apostrofem (t'outa, died'oi, vil'l'u, pun'u, or'hoi, Vas'a).
Mezi konsonanty patří i gemináty (čili dlouhé konsonanty). V karelštině se používají gemináty čč (počči), kk (lukku), ll (villu), mm (lämmin), nn (anna), pp (pappi), rr (sorrat), ss (kissi) ,šš (bošši), tt (tuatto), vv (tuvva). Uprostřed gemináty je šev slabiky (oč-ču, tuk-ku).

### Slabiky
Hlásky se přirozeně shlukují do slabik. V karelštině se vyskytují jednoslabičná (suo), dvouslabičná (sa-na) a vícelsabičná slova (vo-ka-li). Slabiky se dělí na krátké a dlouhé, uzavřené a otevřené. Jednoduše řečeno, krátká slabika se skládá ze dvou a méně hlásek (el), dlouhá slabika ze tří a více hlásek (gieu). V uzavřené slabice je vokál uzavřen mezi dvěma konsonantními svahy (lan, čirs), v otevřené nikoliv (ai, tuu). Z toho vyplývá, že uzavřená slabika musí být zákonitě vždy dlouhá. Rozdělit karelské slovo na slabiky je stejně jednoduché jako v češtině, stačí vědět, že hranice slabiky leží mezi geminátou (om-mel-la) či dvěma po sobě jdoucími konsonanty (kah-ten).

## Tvarosloví

### Podstatná jména
Podstatná jména v karelštině se dělí na vlastní jména (erisnimet) a obecné názvy (yhteisnimet).
Mezi vlastní jména patří následující příklady:

Jména a příjmení osob (Ofon’an Natoi, Nikolai Petrovič)

Jména zvířat (Mirri, N‘akku)

Názvy zemí, měst a vesnic (Suomi, Anus, Kotkatjärvi)

Geografické názvy (Luadogu, Onieu, Baikal)

Názvy kontinentů a planet (Jeuroppu, Aazii, Mua, Venera)

Názvy knih, novin, časopisů (Aberi, Kirjuniekku, Oma Mua)
Skloňování
Karelská substantiva mohou mít více kmenů. Existují vokalické kmeny v silném a slabém stupni. Ve slově takki je takki- silný vokalický kmen a taki- slabý. Některá slova mají vedle vokalického i konsonantní kmen (kmen končící konsonantem), např.: suuri (suure-, suur-), sammal (sammale-, sammal-).

Při připojování pádové koncovky ke slovu je jeho kmen esenciální, různé pády vyžadují různé kmeny slova. Při volbě kmenu bereme v úvahu, zda pádová koncovka naruší systém slabik v nominativním tvaru slova, pokud pádová koncovka uzavře otevřenou slabiku, používáme slabý vokalický kmen, pokud pádová koncovka nenaruší systém slabik nominativu, využijeme silného kmenu. (loppu → loppuu, lopun). Konsonantní kmen často využijeme při tvorbě partitivu singuláru (kymmene → kymendy, sammal → sammaldu).
Karelština má 17 pádů. Jsou to nominativ, genitiv, akuzativ I, akuzativ II, partitiv, essiv, translativ, inessiv, elativ, illativ, adessiv, ablativ, allativ, abessiv, komitativ, prolativ a instruktiv. V následující tabulce jsou znázorněny pádové koncovky (tučně) a způsob tvorby množného čísla (-t, -i-, -loi-) (kurzívou).
| PÁD         | Sg          | Pl          | Sg         | Pl            | Sg          | Pl          | Sg            | Pl            |
| ----------- | ----------- | ----------- | ---------- | ------------- | ----------- | ----------- | ------------- | ------------- |
| NOMINATIV   | škola       | školat      | kaži       | kažit         | kieli       | kielet      | vanneh        | vandehet      |
| GENITIV     | školan      | školien     | kažin      | kažiloin      | kielen      | kielien     | vandehen      | vandehien     |
| AKUZATIV I  | školan      | školat      | kažin      | kažit         | kielen      | kielet      | vandehen      | vandehet      |
| AKUZATIV II | škola       | školat      | kaži       | kažit         | kieli       | kielet      | vanneh        | vandehet      |
| PARTITIV    | školua      | školi       | kažii      | kažiloi       | kieldy      | kielii      | vannehtu      | vandehi       |
| ESSIV       | školannu    | školinnu    | kažinnu    | kažiloinnu    | kielenny    | kielinny    | vandehennu    | vandehinnu    |
| TRANSLATIV  | školakse    | školikse    | kažikse    | kažiloikse    | kielekse    | kielikse    | vandehekse    | vandehikse    |
| INESSIV     | školas      | školis      | kažis      | kažilois      | kieles      | kielis      | vandehes      | vandehis      |
| ELATIV      | školas(päi) | školis(päi) | kažis(päi) | kažilois(päi) | kieles(päi) | kielis(päi) | vandehes(päi) | vandehis(päi) |
| ILLATIV     | školah      | školih      | kažih      | kažiloih      | kieleh      | kielih      | vandeheh      | vandehih      |
| ADESSIV     | školal      | školil      | kažil      | kažiloil      | kielel      | kielil      | vandehel      | vandehil      |
| ABLATIV     | školal(päi) | školil(päi) | kažil(päi) | kažiloil(päi) | kielel(päi) | kielil(päi) | vandehel(päi) | vandehil(päi) |
| ALLATIV     | školale     | školile     | kažile     | kažiloile     | kielele     | kielile     | vandehele     | vandehile     |
| ABESSIV     | školattah   | školittah   | kažittah   | kažiloittah   | kielettäh   | kielittäh   | vandehettah   | vandehittah   |
| KOMITATIV   | školanke    | školienke   | kažinke    | kažiloinke    | kielenke    | kielienke   | vandehenke    | vandehienke   |
| PROLATIV    | školači     | školiči     | kažiči     | kažiloiči     | kieleči     | kieliči     | vanneheči     | vandehiči     |
| INSTRUKTIV  | školin      | –           | kažiloin   | –             | keilin      | –           | vandehin      | -             |

### Přídavná jména
Přídavná jména v karelštině se dělí na dvě skupiny. První z nich jsou tzv. luaduaadjektiivat (adjektiva kvality: barvy, velikosti, hmotnosti, stáří, vnější vlastnosti, vnitřní vlastnosti). Tato přídavná jména se mohou stupňovat (kaunis – krásný, kaunehembi – krásnější, kaunehin – nejkrásnější).

Druhou skupinou kohteadjektiivat (materiály, přídavná jména vyjadřující absenci něčeho – lapsi(dítě) – lapsetoi) (bezdětný).
Přídavná jména se skloňují stejně jako podstatná jména. Většinou kongruují s podstatným jménem, které rozvíjejí, tedy přejímají jeho pád a číslo.

### Zájmena

#### Osobní zájmena
|        | Sg   | Pl  |
| ------ | ---- | --- |
| 1. os. | minä | myö |
| 2. os. | sinä | työ |
| 3. os. | häi  | hyö |

Osobní zájmena se skloňují stejně jako podstatná jména, jejich kmeny pro přidání kmenových koncovek jsou minu-, sinu-, häne- + hän-, meijä- + mei-, teijä- + tei- a heijä- + hei-.

#### Ukazovací zájmena
tämä (tento), nämmä (tito – zde)

se (to), neče, net, nenne (tito – neurčitě)

tai (tamten), nuot (tamti)

tämmöine, semmoine, nengoine, moine, tämmözet, semmozet, nengozet, moizet (takový, takoví)
Ukazovací zájmena se skloňují stejně jako podstatná jména.

#### Tázací zájmena
Ken? Kdo?

Mi? Co?

Kudai? Jaký?

Mittuine? Který?
Tázací zájmena se skloňují stejně jako podstatná jména.

#### Vztažná zájmena
ken (kdo – rody se nerozlišují), mi (co), kudai (jaký), mittuine (který); plurál: ket, mit, kudamat, mittumat

#### Záporná zájmena
niken (nikdo), nimi (nic), nikudai (žádný), nimittuine; plurál: niket, nimit, nikudamat, nimittumat
Záporná zájmena niket a nimit se neskloňují!

#### Neurčitá zájmena
Neurčitá zájmena se tvoří přidáním koncovky -gi, -tah, -tahto nebo -liene k tázacímu/vztažnému tvaru v nominativu.

ken (kdo) → kengi, kentah, kentahto, kenlienne

mi (co) → migi, mitah, mitahto, milienne
Neurčitá zájmena se skloňují stejně jako tázací zájmena.

#### Určitá zájmena
Mezi určitá zájmena patří kai (všechen), joga (každý), jogahine (další), toine (druhý); v plurálu kaikin, jogahizet, toizet, mollei, mollembat.

Zájmena joga, mollei se neskloňují, ostatní se skloňují podle standardního vzoru.

#### Zvratná (reflexivní) zájmena
V karelštině se používá zvratné zájmeno iče. Skloňuje se jako ostatní jména.

### Číslovky

#### Základní číslovky
0 nol'a

1 yksi

2 kaksi

3 kolme

4 nelli

5 viizi

6 kuuzi

7 seiččie

8 kaheksa

9 yheksä

10 kymmene

11 yksitostu

12 kaksitostu

20 kaksikymmen

21 kaksikymmenyksi

30 kolmekymmen

40 nellikymmen

100 sada

101 sadayksi

110 sadakymmene

111 sadayksitostu

200 kaksisadua

1000 tuhat

2000 kaksituhattu

2007 kaksituhattu seiččie

2048 kaksituhattu nellikymmen kaheksa

1 000 000 miljon

2 000 000 kaksi miljonua

1 000 000 000 miljardu

2 000 000 000 kaksi miljardua

1 000 000 000 000 biljon

1 000 000 000 000 000 biljardu

#### Řadové číslovky
0. nol'as 

1. enzimäine 

2. toine

3. kolmas

4. nelläs

5. viijes

6. kuvves

7. seiččemes

8. kaheksas

9. yheksäs

10. kymmenes

11. yhtestostu

12. kahtestostu

20. kahteskymmenes

30. kolmaskymmenes

40. nelläskymmenes

100. suas

200. kahtessuas

1000. tuhandes

2000. kahtestuhandes

1 000 000. miljonnoi

2 000 000. kahtesmiljonnoi

1 000 000 000. miljardnoi

2 000 000 000. kahtesmiljardnoi

#### Zlomky
1/2 puoli

1/3 kolmandes, kolmasvuitti

2/3 kaksi kolmattu (vuittii)

1/4 nelländes, nelläsvuitti

3/4 kolme nellätty (vuittii)

1/5 viijendes, viijesvuitti

1/6 kuvvendes, kuvvesvuitti

1/7 seiččemendes, seiččemesvuitti

1/8 kaheksandes, kaheksasvuitti

1/9 yheksändes, yheksäsvuitti

1/10 kymmenendes, kymmenesvuitti, nol'a pilku yksi (0,1)

1/100 suandes, suasvuitti, protsentu

1/1000 tuhandes, tuhandesvuitti, promille

### Slovesa
Slovesa mají finitní (tvar určený mluvnickými kategoriemi) a infinitní tvar (slovníkový tvar). Infinitivy jsou v karelštině tři (např. kirjuttua, kirjuttajes, kirjuttama). Sloveso v karelštině má dva kmeny – vokalický (slabý a silný) a konsonantní. Například sloveso juostaa má vokalický kmen juokse-n a konsonantní kmen juos-kah; sloveso viertä → viere-n, vier-käh.
Koncovky sloves vyjadřující osobu a číslo jsou následující:
|        | Sg    | Pl        |
| ------ | ----- | --------- |
| 1. os. | -n    | -mmo/-mmö |
| 2. os. | -t    | -tto/-ttö |
| 3. os. | -u/-y | -h        |

Vyčasované sloveso si ukažme na příkladu slovesa löydiä (lövvä-, löydä-)
|        | Sg     | Pl       |
| ------ | ------ | -------- |
| 1. os. | lövvän | lövvämmö |
| 2. os. | lövvät | lövvättö |
| 3. os. | löydäy | lövvetäh |

Zápor se tvoří pomocí záporového slovesa, jež má různé tvary pro tři osoby ve dvou číslech: en, et, ei, emmo, etto, ei, a slabého vokalického kmenu významového slovesa (ei lövvä).

#### Slovesné způsoby

##### Oznamovací způsob – indikativ
V přítomném čase
| maltua (malta-) | Sg       | Pl       |
| --------------- | -------- | -------- |
| 1. os.          | maltan   | maltammo |
| 2. os.          | maltat   | maltatto |
| 3. os.          | maltau   | maltetah |
| Zápor           | ei malta | -        |

V minulém čase
| andua (anna-, anda-) | Sg                                      | Pl       |
| -------------------- | --------------------------------------- | -------- |
| 1. os.               | annoin                                  | annoimmo |
| 2. os.               | annoit                                  | annoitto |
| 3. os.               | andoi                                   | annettih |
| Zápor                | používá se 2. akt. participium, annanuh |          |

V předpřítomném čase
| ruadua (rua-, ruada-) | Sg                      | Pl              |
| --------------------- | ----------------------- | --------------- |
| 1. os.                | olen ruadanuh           | olemmo ruadanuh |
| 2. os.                | olet ruadanuh           | oletto ruadanuh |
| 3. os.                | on ruadanuh             | ollah ruattu    |
| Zápor                 | en, et, ei ole ruadanuh |                 |

V předminulém čase
| ottua (ota-, otta-) | Sg                                   | Pl             |
| ------------------- | ------------------------------------ | -------------- |
| 1. os.              | olin ottanuh                         | olimmo ottanuh |
| 2. os.              | olit ottanuh                         | olitto ottanuh |
| 3. os.              | oli ottanuh                          | oldih otettu   |
| Zápor               | en, et, ei, emmo, etto olluh ottanuh | ei oldu otettu |

V budoucím čase
| lugie (luve-, luge-) | Sg         | Pl      |
| -------------------- | ---------- | ------- |
| 1. os.               | lugemah    | lugemah |
| 2. os.               | lugemah    | lugemah |
| 3. os.               | lugemah    | lugemah |
| Zápor                | ei lugemah |         |

##### Podmiňovací způsob – kondicionál
V přítomném čase
| tuvva (tuo-) | Sg      | Pl        |
| ------------ | ------- | --------- |
| 1. os.       | tuozin  | tuonzimmo |
| 2. os.       | tuonzit | tuonzitto |
| 3. os.       | tuos    | tuodas    |

Zápor: ei tuos
V minulém čase
| tuvva (tuo-) | Sg        | Pl          |
| ------------ | --------- | ----------- |
| 1. os.       | tuonnuzin | tuonnuzimmo |
| 2. os.       | tuonnuzit | tuonnuzitto |
| 3. os.       | tuonnus   | tuodanus    |

Zápor: ei tuonnus
V předpřítomném čase
olizin, olizit, olis, olizimmo, olizitto ostanuh

oldas ostettu

en, et, ei, emmo, etto olis ostanuh

ei oldas ostettu
V předminulém čase
olluzin, olluzit, ollus, olluzimmo, olluzitto ostanuh

oldanus ostettu

en, et, ei, emmo, etto ollus ostanuh

ei oldanus ostettu

##### Rozkazovací způsob – imperativ
Jako příklad si uvedeme sloveso tuvva (tuo-).

V první osobě:

Pl: Tuoguammo! (slabý vokalický kmen + guammo/-giämmö, -kuammo/-kiämmö)
Ve druhé osobě:

Sg: Tuo! (slabý vokalický kmen!)

Pl: Tuogiä! (slabý vokalický kmen + -gua/-giä)
Ve třetí osobě:

Sg: Tuogah! (slabý vokalický kmen + -gah/-gäh, -kah/-käh, -kkah/-kkäh)

Pl: Tuodähes! (slabý vokalický kmen + dähes/ttähes)

### Příslovce
Příslovce se skloňují podle běžného vzoru. Lze je též stupňovat (příponami mba/mbä a ima/imä).

#### Místa
Například tiä (zde), tänne (tam), tuos (támhle), tuonne (tam), lähan (blízko), kaikkiel (všude).

#### Času
Například aijoi (včas), myöhä (pozdě), hedi (hned).

#### Způsobu
Například hyvin (dobře), paho (zle), kiirehsti (rychle).

#### Míry
Například vähä (málo).

#### Příčiny
Například ičepiädäh, naerko, ilmite.

### Předložky a záložky

#### Předložky
V karelštině existují předložky, které se pojí se jménem v genitivu, partitivu nebo elativu.

S genitivem se pojí například předložka ymbäri (okolo).

S partitivem se pojí např. předložky enne (před), ilmai (bez), lähäl (blízko).

S genitivem se pojí např. předložky ymbäri (okolo), läbi, poikki.

#### Záložky
Postpozice neboli záložky jsou velmi časté, stejně jako například ve finštině. Pojí se s genitivem, elativem, illativem a allativem.

S genitivem se pojí např. záložky alle (pod), aigua, jytyi, keskeh, ymbäri.

S elativem se pojí např. záložky läbi, poikki, siiriči. Některé mohou stát na pozici předložky i záložky. 

S illativem se pojí např. záložky päi, sah, niškoi. 

S allativem se pojí např. záložky jälles, suate.

### Spojky
V karelštině existují spojky souřadící – slučovací (da, i, sego, ni) a vylučovací (eiga, libo, taigo, vai).

Dále existují spojky podřadící – uvozující vedlejší věty časové (ku, kuni – když), příčinné (ku, gu), ... 

Jako spojovací výrazy se často používají vztažná zájmena.

### Částice
V karelštině fungují částice prakticky jako přípony (-go, -bo, -s, -vai, gi-, -že) nebo předpony (ni-).

### Citoslovce
V karelštině se používají například citoslovce a-a, o-o, u-u, ai, oi, ah, oh, eh-heh-heh, čuk-čuk, tprukoi-tprukoi, kis-kis-kis.

## Dialekty
Karelštinu by bylo možné rozdělit na dvě skupiny – vlastní karelštinu (dále se dělící na severní a jižní karelštinu) a livvštinu.
Vlastní karelština
- Severní karelština
  - Jyskyjärvi dialekt
  - Kieretti dialekt
  - Kiestinki dialekt
  - Kontokki dialekt
  - Oulanka dialekt
  - Paanajärvi dialekt
  - Pistojärvi dialekt
  - Suomussalmi dialekt
  - Uhtua dialekt
  - Usmana dialekt
  - Vitsataipale dialekt
  - Vuokkiniemi dialekt
- Jižní karelština
  - Ilomantsi dialekt
  - Impilahti dialekt
  - Korpiselkä dialekt
  - Mäntyselkä dialekt
  - Paatene dialekt
  - Porajärvi dialekt
  - Repola dialekt
  - Rukajärvi dialekt
  - Suikujärvi dialekt
  - Suistamo dialekt
  - Suojärvi dialekt
  - Tihvinä dialekt
  - Tunkua dialekt
  - Valdai dialekt
  - Tverská karelština
  - Dorža dialekt
  - Maksuatiha dialekt
  - Ruameška dialekt
  - Tolmattšu dialekt
  - Vesjegonsk (Vessi) dialekt

Oloněcká karelština (Livvi – livvština)
- Kotkatjärvi dialekt
- Munjärvi dialekt
- Nekkula-Riipuškala dialekt
- Salmi dialekt
- Säämäjärvi dialekt
- Tulemajärvi dialekt
- Vieljärvi dialekt
- Vitele dialekt[36]

## Historie
V 9. stol. se v okolí Ladožského jazyka střetly dva vlivy – severní a západní dialekt původního prajazyka (baltskofinský prajazyk), spolu zde daly základ původní karelštině. V 13. stol. tento jazyk dosáhl regionu Savo ve Finsku. V roce 1323 byla Karélie rozdělena mezi Švédsko a Novgorod, což zapříčinilo počátek oddělování dialektů karelštiny. Ve finských oblastech tak vznikly i karelské dialekty finštiny.
Do 13. století se datuje i dokument zvaný Tuohikirje 292 (Birch bark letter no. 292 – Dopis na březové kůře č. 292). Je to první dochovaný dokument psaný v baltofinském jazyce, předpokládá se, že se jedná právě o archaickou livvštinu, dialekt karelštiny. Tento našla v roce 1957 sovětská expedice vedená Artemiyem Artsikhovským v blízkosti Novgorodu.
V 19. stol. bylo vydáno několik knih v karelštině psaných cyrilicí (modlitby, katechismus), tu postupně nahradila latinka.
V roce 1921 se v Sovětském svazu sešel 1. karelský kongres, který diskutoval o tom, zda by mohly karelština a finština být oficiálními jazyky v oblasti budoucí Karelské autonomní republiky (tehdy Karelská autonomní sovětská socialistická republika) vedle ruštiny.
V roce 1931 byla karelská abeceda v latince standardizována v Tverské oblasti. V té době karelské noviny v KASSR Karjalan Sanomat stále ještě psaly cyrilicí. Až v 80. letech se začaly vydávat karelské texty psané latinkou. Až v roce 2007 přijaly latinku jako své písmo všechny dialekty karelštiny.
V roce 2008 byla na univerzitě v Joensuu ve Finsku udělena první profesura karelského jazyka.

## Média
http://depvladimir.narod.ru/urokkat/index.html[nedostupný zdroj] Online kurs karelštiny

http://www.karjalankielenseura.fi/radio/ [nedostupný zdroj] Karelské rádio

http://verkolehti.karjal.fi/home-5/[nedostupný zdroj] Karelské noviny

http://www.karjal.fi/ Archivováno 20. 2. 2017 na Wayback Machine. Finsko-karelský spolek

Online kurz karelštiny

## Vzorový text

### Všeobecná deklarace lidských práv
| karelsky | Kai rahvas roittahes vällinny da taza-arvozinnu omas arvos da oigevuksis. Jogahizele heis on annettu mieli da omatundo da heil vältämättäh pidäy olla keskenäh, kui vellil.     |
| vepsky   | Kaik mehed sünduba joudajin i kohtaižin, ühtejiččin ičeze arvokahudes i oiktusiš. Heile om anttud mel’ i huiktusentund i heile tariž kožuda toine toiženke kut vel’l’kundad.    |
| estonsky | Kõik inimesed sünnivad vabadena ja võrdsetena oma väärikuselt ja õigustelt. Neile on antud mõistus ja südametunnistus ja nende suhtumist üksteisesse peab kandma vendluse vaim. |
| finsky   | Kaikki ihmiset syntyvät vapaina ja tasavertaisina arvoltaan ja oikeuksiltaan. Heille on annettu järki ja omatunto, ja heidän on toimittava toisiaan kohtaan veljeyden hengessä. |
| česky    | Všichni lidé se rodí svobodní a sobě rovní co do důstojnosti a práv. Jsou nadáni rozumem a svědomím a mají spolu jednat v duchu bratrství.                                      |